# Topes de aguja
El tope de aguja consiste en una pieza metálica que se acopla a un riel en un desvío de ferrocarril, y sobre el que se apoyará la aguja del cambio de agujas con la finalidad de traspasar parte de la carga que un tren ejerce sobre la aguja al pasar por los desvíos.
En el cambio, existe una zona donde la aguja no se encuentra sujeta para permitir su desplazamiento lateral. Siempre que el cambio es recorrido por un vehículo, se producen fuerzas transversales debidas al movimiento de lazo o a la propia inscripción de los ejes cuando el cambio se dispone en vía desviada. Siendo el vano entre ambas zonas de apoyo de la aguja de gran luz, con grandes momentos flectores, se opta por usar “topes de aguja”, que hacen contacto con la aguja reduciendo el vano entre los puntos de apoyo, y evitando la deformación plástica.
- Datos: Q6148972